# Collegio uninominale Lombardia - 08 (2017)
Il collegio elettorale uninominale Lombardia - 08 è stato un collegio elettorale uninominale della Repubblica Italiana per l'elezione del Senato tra il 2017 ed il 2022.

## Territorio
Come previsto dalla legge elettorale italiana del 2017, il collegio era stato definito tramite decreto legislativo all'interno della circoscrizione Lombardia.
Era formato dal territorio di 122 comuni: Abbadia Lariana, Airuno, Almenno San Bartolomeo, Almenno San Salvatore, Ambivere, Annone di Brianza, Ballabio, Barzago, Barzana, Barzanò, Barzio, Bedulita, Bellano, Berbenno, Blello, Bosisio Parini, Brembate di Sopra, Brivio, Brumano, Bulciago, Calco, Calolziocorte, Calusco d'Adda, Capizzone, Caprino Bergamasco, Carenno, Carvico, Casargo, Casatenovo, Cassago Brianza, Cassina Valsassina, Castello di Brianza, Cernusco Lombardone, Cesana Brianza, Chignolo d'Isola, Cisano Bergamasco, Civate, Colico, Colle Brianza, Corna Imagna, Cortenova, Costa Masnaga, Costa Valle Imagna, Crandola Valsassina, Cremella, Cremeno, Dervio, Dolzago, Dorio, Ello, Erve, Esino Lario, Fuipiano Valle Imagna, Galbiate, Garbagnate Monastero, Garlate, Imbersago, Introbio, Introzzo, La Valletta Brianza, Lecco, Lierna, Locatello, Lomagna, Malgrate, Mandello del Lario, Mapello, Margno, Medolago, Merate, Missaglia, Moggio, Molteno, Monte Marenzo, Montevecchia, Monticello Brianza, Morterone, Nibionno, Oggiono, Olgiate Molgora, Olginate, Oliveto Lario, Osnago, Paderno d'Adda, Pagnona, Palazzago, Parlasco, Pasturo, Perledo, Pescate, Pontida, Premana, Presezzo, Primaluna, Robbiate, Rogeno, Roncola, Rota d'Imagna, Santa Maria Hoè, Sant'Omobono Terme, Sirone, Sirtori, Solza, Sotto il Monte Giovanni XXIII, Strozza, Sueglio, Suello, Suisio, Taceno, Terno d'Isola, Torre de' Busi, Tremenico, Ubiale Clanezzo, Val Brembilla, Valgreghentino, Valmadrera, Varenna, Vercurago, Verderio, Vestreno, Viganò, Villa d'Adda.
Il collegio era parte del collegio plurinominale Lombardia - 03.

## Eletti
| Elezione | Elezione | Senatore        | Partito |
| -------- | -------- | --------------- | ------- |
|          | 2018     | Antonella Faggi | Lega    |

## Dati elettorali

### XVIII legislatura
Come previsto dalla legge elettorale, 116 senatori erano eletti con sistema a maggioranza relativa in altrettanti collegi uninominali a turno unico.
| Candidati              | Candidati                 | Voti    | %     | Liste                           | Voti    | %     |
| ---------------------- | ------------------------- | ------- | ----- | ------------------------------- | ------- | ----- |
|                        | Antonella Faggi ✔️ Eletto | 125 326 | 51,00 | Lega                            | 80 318  | 32,69 |
| Forza Italia           | Antonella Faggi ✔️ Eletto | 125 326 | 51,00 | 32 572                          | 13,26   |       |
| Fratelli d'Italia      | Antonella Faggi ✔️ Eletto | 125 326 | 51,00 | 9 887                           | 4,02    |       |
| Noi con l'Italia - UDC | Antonella Faggi ✔️ Eletto | 125 326 | 51,00 | 2 549                           | 1,04    |       |
|                        | Cristina Bartesaghi       | 59 769  | 24,32 | Partito Democratico             | 51 575  | 20,99 |
| +Europa                | Cristina Bartesaghi       | 59 769  | 24,32 | 5 959                           | 2,43    |       |
| Civica Popolare        | Cristina Bartesaghi       | 59 769  | 24,32 | 1 226                           | 0,50    |       |
| Italia Europa Insieme  | Cristina Bartesaghi       | 59 769  | 24,32 | 1 009                           | 0,41    |       |
|                        | Manuela Ratti             | 46 887  | 19,08 | Movimento 5 Stelle              | 46 887  | 19,08 |
|                        | Barbara Nasatti           | 5 903   | 2,40  | Liberi e Uguali                 | 5 903   | 2,40  |
|                        | Marcello Montanelli       | 2 239   | 0,91  | CasaPound                       | 2 239   | 0,91  |
|                        | Achille Consonni          | 1 856   | 0,76  | Italia agli Italiani            | 1 856   | 0,76  |
|                        | Massimiliano Amato        | 1 612   | 0,66  | Il Popolo della Famiglia        | 1 612   | 0,66  |
|                        | Salvatore Krassowski      | 1 607   | 0,65  | Potere al Popolo!               | 1 607   | 0,65  |
|                        | Anna Sansone              | 517     | 0,21  | Per una Sinistra Rivoluzionaria | 517     | 0,21  |
| Totale                 | Totale                    | 245 716 | 100   |                                 | 245 716 | 100   |
|                        |                           |         |       |                                 |         |       |
| Voti non validi        | Voti non validi           | 8 393   | 3,30  |                                 |         |       |
| Votanti                | Votanti                   | 254 109 | 78,98 |                                 |         |       |
| Elettori               | Elettori                  | 321 746 |       |                                 |         |       |